# 静岡市長選挙不正買収事件
静岡市長選挙買収事件（しずおかしちょうせんきょ ばいしゅうじけん）とは、2015年4月の第18回統一地方選挙にて行われた静岡市長選挙において、落選した候補の陣営が大規模な買収を行なった事件。

## 概要
2015年4月の静岡市長選は、現職の田辺信宏の市政運営1期目に対する評価が争点となり、自民党、公明党、新党改革が相乗りで推薦する田辺に対して、大手ドラッグストアの役員（以下、役員）と共産党の推薦する松浦敏夫の二人が挑む構図となった。
役員は市主催の健康寿命延伸のためのアドバイザー会議委員を務め、地元テレビやラジオの情報番組でもレギュラーを務めていた。選挙戦では女性の市民税無料化や24時間体制の保育所の整備などで女性人口の流入を促して市人口100万人を目指す施策のほか、駿府城の天守閣再建などを公約に掲げていた。
役員陣営は、大手ドラッグストアの潤沢な資金を背景に、買収などの工作を行った。公職選挙法で禁止されている告示前の選挙活動（事前運動）として、告示前の3月下旬ごろ、二十数人に静岡駅前でのチラシ配りなどの選挙運動を依頼した。また、この運動員にアルバイトとして計500万円余の報酬を支払い、買収を企てた。選挙結果は現職・田辺の当選となり、役員の得票は田辺の4割程度である6万8千票余であった。
選挙後の2015年5月26日、大手ドラッグストアの副会長を務めていた役員の兄や、静岡市議など4人が逮捕された。逮捕・起訴された4人はいずれも事実関係を認め、役員の兄に懲役1年6カ月・執行猶予4年が、従犯に懲役1年・執行猶予4年の判決が言い渡された。
事件後、役員の姪にあたる中学生が、自身の父親（役員の兄）が逮捕されたことや、それによる自身や周囲の環境・心境の変化を題材とした『夢の跡』という作文を第65回全国小・中学校作文コンクールにおいて発表し、満場一致で中学生の部の文部科学大臣賞を獲得したことが話題となった。